# کنت کری
کنت کری (انگلیسی: Kenneth Carey; ۷ اوت ۱۸۹۳ – ۴ ژانویهٔ ۱۹۸۱) قایقران قایق بادبانی اهل ایالات متحده آمریکا بود.